# Сайфуллин, Альзам Тухватуллинович
Альзам Тухватуллинович Сайфу́ллин (1941 — 1997) — депутат Государственной думы второго созыва.

## Биография
Родился 27 мая 1941 года в д. Такарликово Дюртюлинского района Башкирской АССР. Татарин.
Окончил Башкирский сельскохозяйственный институт, кандидат сельскохозяйственных наук. Работал директором опытного хозяйства и председателем колхоза. Перед избранием в Государственную Думу занимал должность первого заместителя главы администрации — начальника районного управления сельского хозяйства в городе Дюртюли Республики Башкортостан.
В Государственную Думу был избран от Бирского избирательного округа. Был членом Аграрной депутатской группы, членом Комитета по аграрным вопросам.
Умер 30 августа 1997 года.
В связи со смертью Сайфуллина 8 февраля 1998 года были проведены дополнительные выборы в ГД, победил на них Владимир Протопопов.